# Tokiói Nemzeti Múzeum
A Tokiói Nemzeti Múzeum (東京国立博物館; Tókjó Kokuricu Hakubucukan; Hepburn: Tōkyō Kokuritsu Hakubutsukan), vagy TNM, 1872-es alapításával a legrégebbi japán nemzeti múzeum, a legnagyobb művészeti múzeum Japánban, és a világ  legnagyobb művészeti múzeumainak egyike. A múzeum egy átfogó műtárgy-gyűjteményt és ázsiai, főképp japán régészeti tárgyakat  rendszerez és tárol. A múzeumban több mint 110 000 tárgy található, melyek közül 87 japán nemzeti kincs, és 610 fontos japán kulturális tulajdon (2005 júliusában). A múzeum a gyüjteményéhez kapcsolóan kutatásokat is vezet, és oktatási céllal is rendez eseményeket.
A múzeum az Ueno parkban található, Taitóban, Tokióban. A létesítmény a Japán Galériából (本館; Honkan; Hepburn: Honkan), a Ázsiai Galériából (東洋館; Tójókan; Hepburn: Tōyōkan), a Hjókeikanból  (表慶館; Hepburn: Hyōkeikan), a Heiszeikanból  (平成館; Hepburn: Heiseikan), a Hórjúdzsi Kincseinek Galériájából (法隆寺宝物館; Hórjúdzsi Hómocukan; Hepburn: Hōryū-ji Hōmotsukan), a Kuroda Emlékcsarnokból (黒田記念館; Kuroda kinenkan; Hepburn: Kuroda kinenkan), valamint a Kutatási és Információs Központból (資料館; Sirjókan; Hepburn: Shiryōkan), és más épületekből áll. A múzeum területén egy kert, éttermek és boltok, valamint szabadtéri kiállítások is találhatók. Ez utóbbihoz tartozik a Kuromon (黒門; Hepburn: Kuromon, ’fekete kapu’) is, amely egy Edo-kori kastély fennmaradt kapuja.
A múzeum gyűjteménye az ősi japán művészetre és a selyemút menti ázsiai művészetre koncentrál. Valamint jelentős a gréko-buddhista művészeti gyűjteménye is.

## Története
A múzeum létrejöttének ideje 1872, ugyanis ekkor tartotta az Oktatási Minisztérium az első kiállítást a Taiszeiden csarnokban. Ez jelöli Japán első múzeumának felavatását. Nem sokkal a nyitás után a múzeumot Ucsijamasita-csóba (jelenleg Ucsiszaivai-csó) költöztették, majd 1882-ben az Ueno parkba költözött, ahol ma is áll. Alapítása óta a múzeum sok viszontagságot élt át, például az 1923-as nagy kantói földrengést, illetve a második világháború alatt 1945-ben ideiglenes zárvatartást. A több mint 120 éves történelme során a múzeum sok fejlődésen és változáson ment keresztül a szervezeti reformoknak és az adminisztratív változásoknak köszönhetően.
A múzeum számos névváltoztatáson esett át, 1886-ban Császári Múzeumnak, 1900-ban Tokiói Császári Háztartási Múzeumnak nevezték, jelenlegi nevét 1947-ben kapta.

## Kiállítási épületek

### Honkan (Japán Galéria)
Az eredeti főépületet (Honkan) Josiah Conder brit építész tervezte. 1923-ban a nagy kantói földrengésben súlyos károkat szenvedett. Az eredeti épület nyugatiasabb stílusával szemben az épület ma az úgynevezett császári korona stílus (帝冠様式; Teikanjósiki; Hepburn: Teikanyōshiki) elemeit viseli magán, amely Dzsin Vatanabének köszönhető. Az építkezés 1932-ben kezdődött, és 1938-ban adták át. 2001-ben Japán egyik fontos kulturális tulajdonának nevezték ki.
A Japán Galéria a japán művészetről ad át általános, átfogó képet, két emelet 24 kiállítási termén keresztül. A legrégebbi kiállítási tárgy i. e. 10 000-ből, míg a legújabb a kései 19. századból származik. A tárgyak típusukat tekintve sokfélék: kerámiák, szobrok, kardok, használati tárgyak, ruhák, stb. A második szinten korok szerint rendezve találjuk a tárgyakat, míg az elsőn típus szerint.
- 1. terem (2. szint): A japán művészet hajnala: Dzsómon-, Jajoi- és Kofun-kor; A buddhizmus felemelkedése: Aszuka- és Nara-kor
- 2. terem (2. szint): Nemzeti kincsek galériája
- 3. terem (2. szint): Buddhista művészet a Heian-kortól a Muromacsi-korig; Udvari művészet a Heian-kortól a Muromacsi-korig; Zen és tusfestészet a Kamakura-kortól a Muromacsi-korig
- 4. terem (2. szint): A teaceremónia művészete
- 5-6. terem (2. szint): A katonai elit viselete a Heian-kortól az Edo-korig
- 7. terem (2. szint): Paraván- és tolóajtófestmények az Edo-korból
- 8. terem (2. szint): A mindennapi élet művészete és a festészet fejlődése az Azucsi–Momojama-kortól az Edo-korig
- 9. terem (2. szint): Nó és kabuki
- 10. terem (2. szint): Ukijo-e és divat az Edo-korban
- 11. terem (1. szint): Japán szobrászat
- 12. terem (1. szint): Lakktárgyak
- 13. terem (1. szint): Fémművesség, japán kardok, kerámiák
- 14. terem (1. szint): Tematikus kiállítás
- 15. terem (1. szint): Történelmi feljegyzések
- 16. terem (1. szint): Ainuk és Rjúkjú
- 17. terem (1. szint): Megőrzés és restauráció
- 18. terem (1. szint): Modern művészet

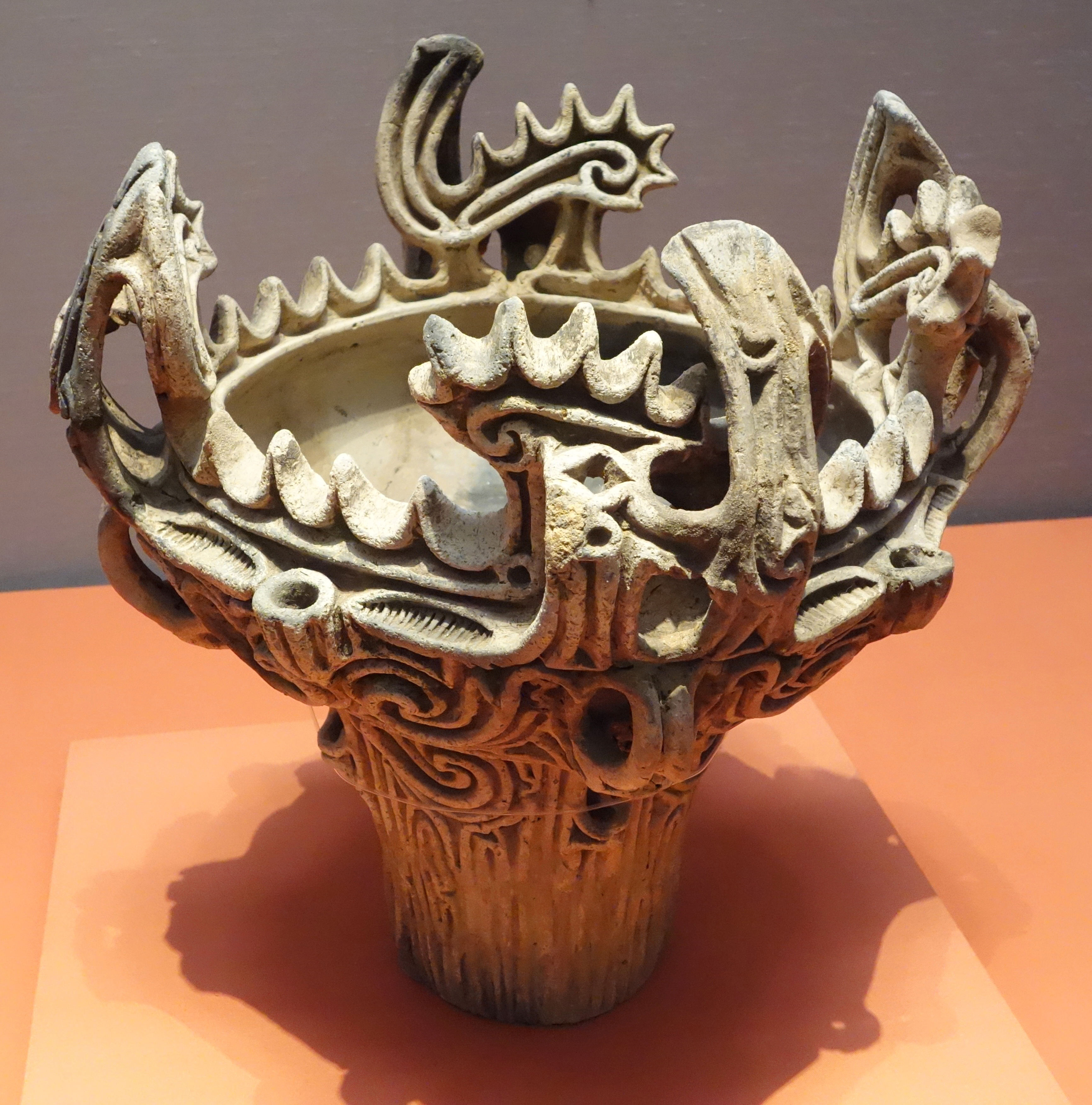
Egy dzsómon-kori edény (i. e. 3000-2000).
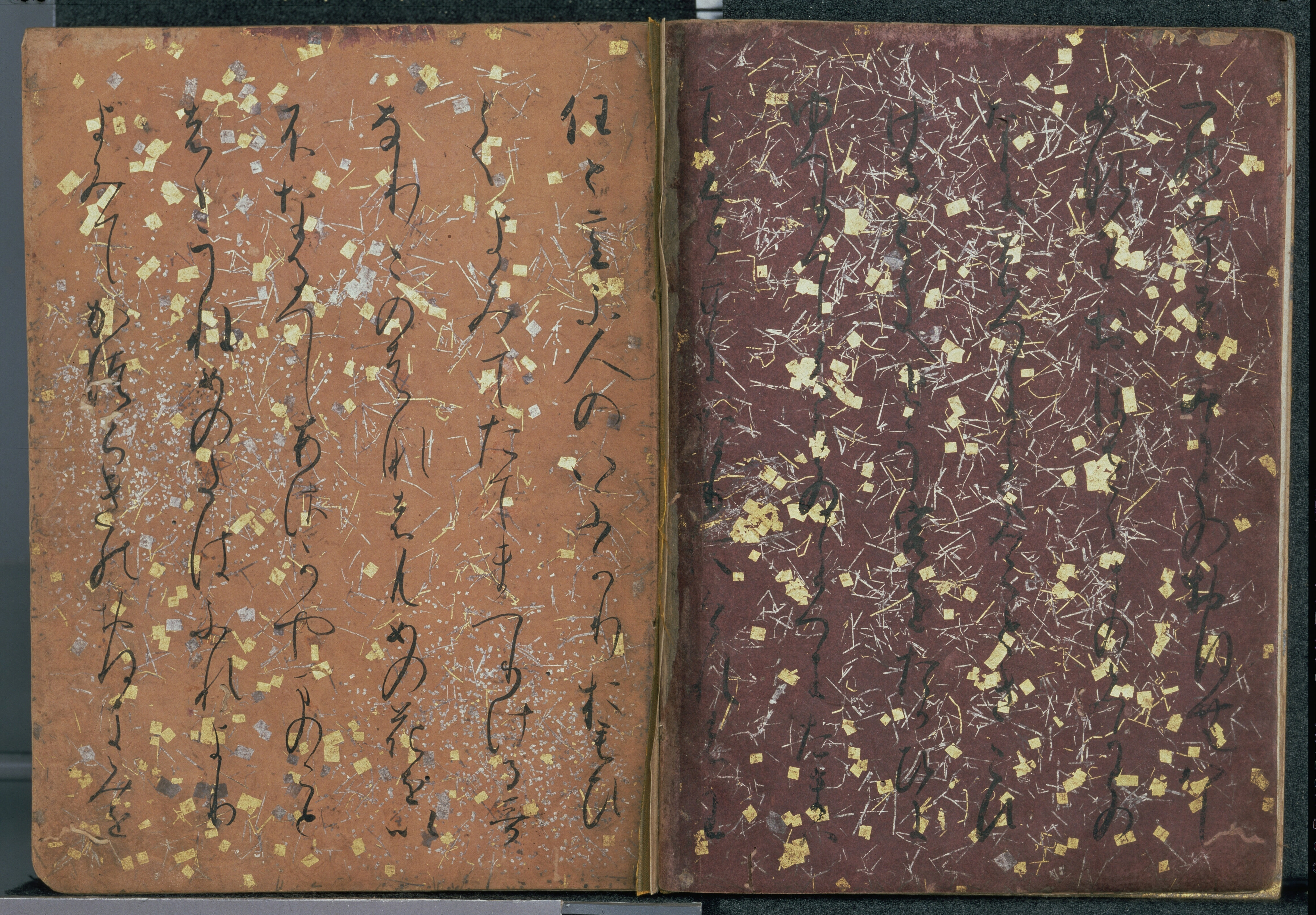
Kokinsú, Heian-kor, 10. század.
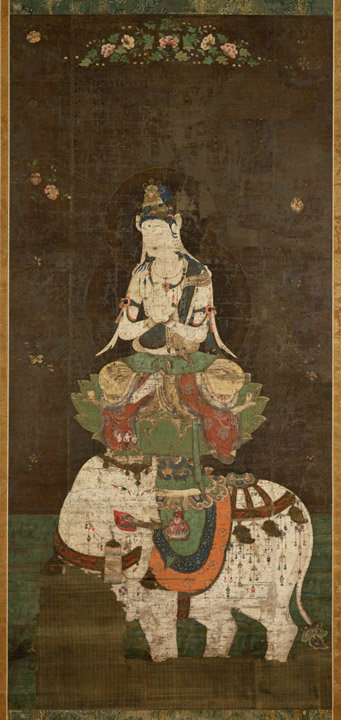
Szamantabhadra, Heian-kor, 12. század.
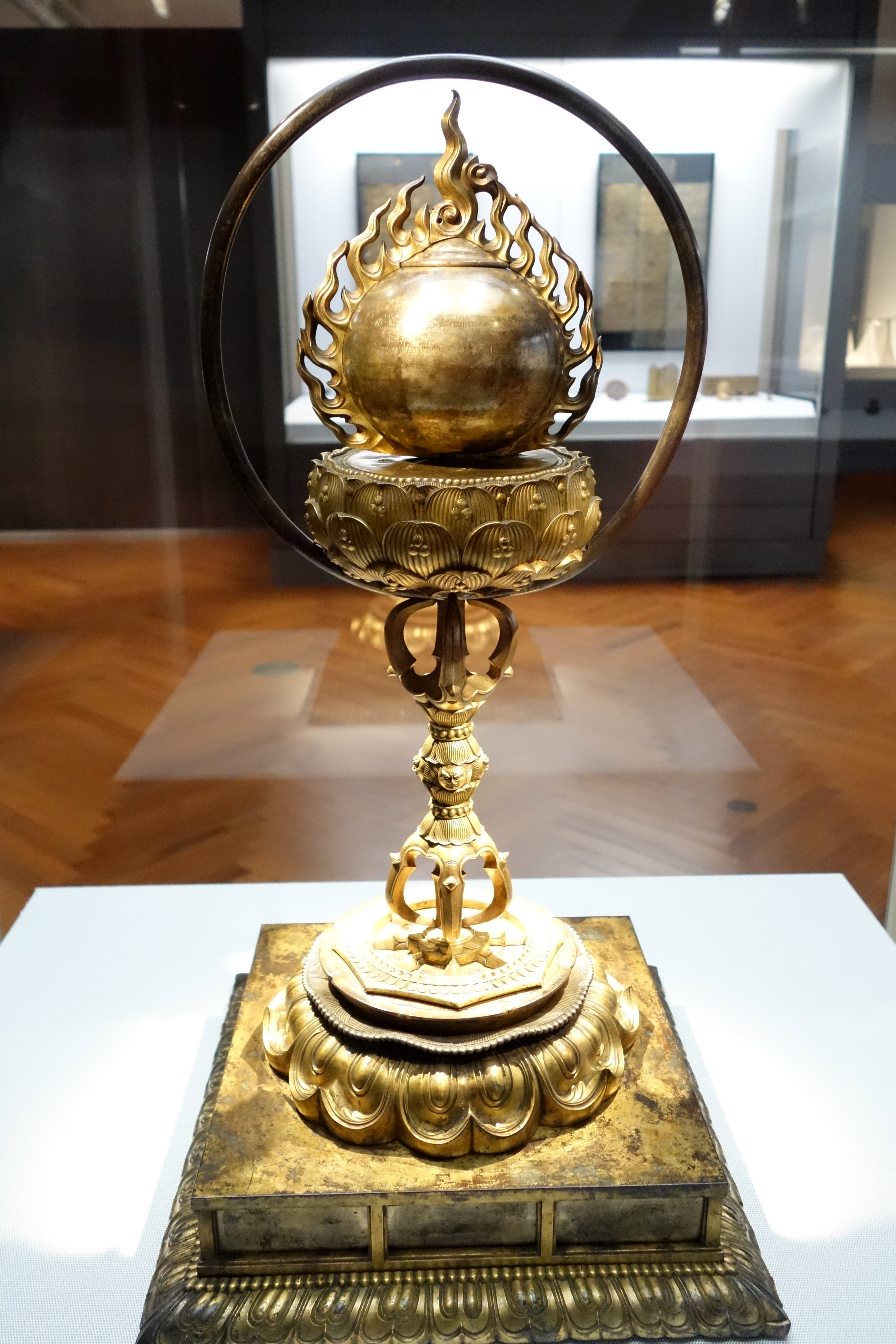
Cintamani tűz alakú ereklyetartóban, 12–13. század.
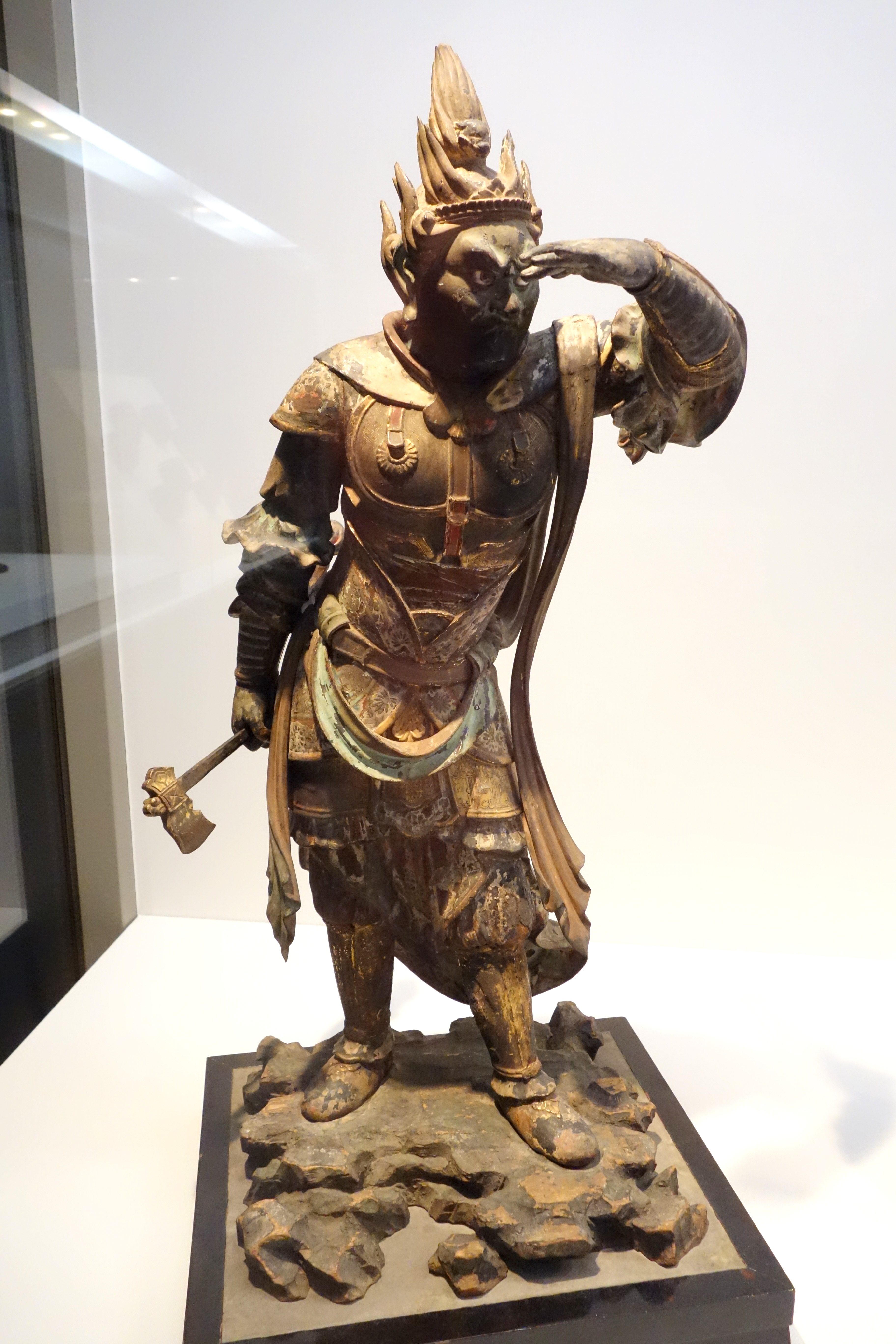
Tizenkét mennyei tábornok, Kamakura-kor, 13. század.
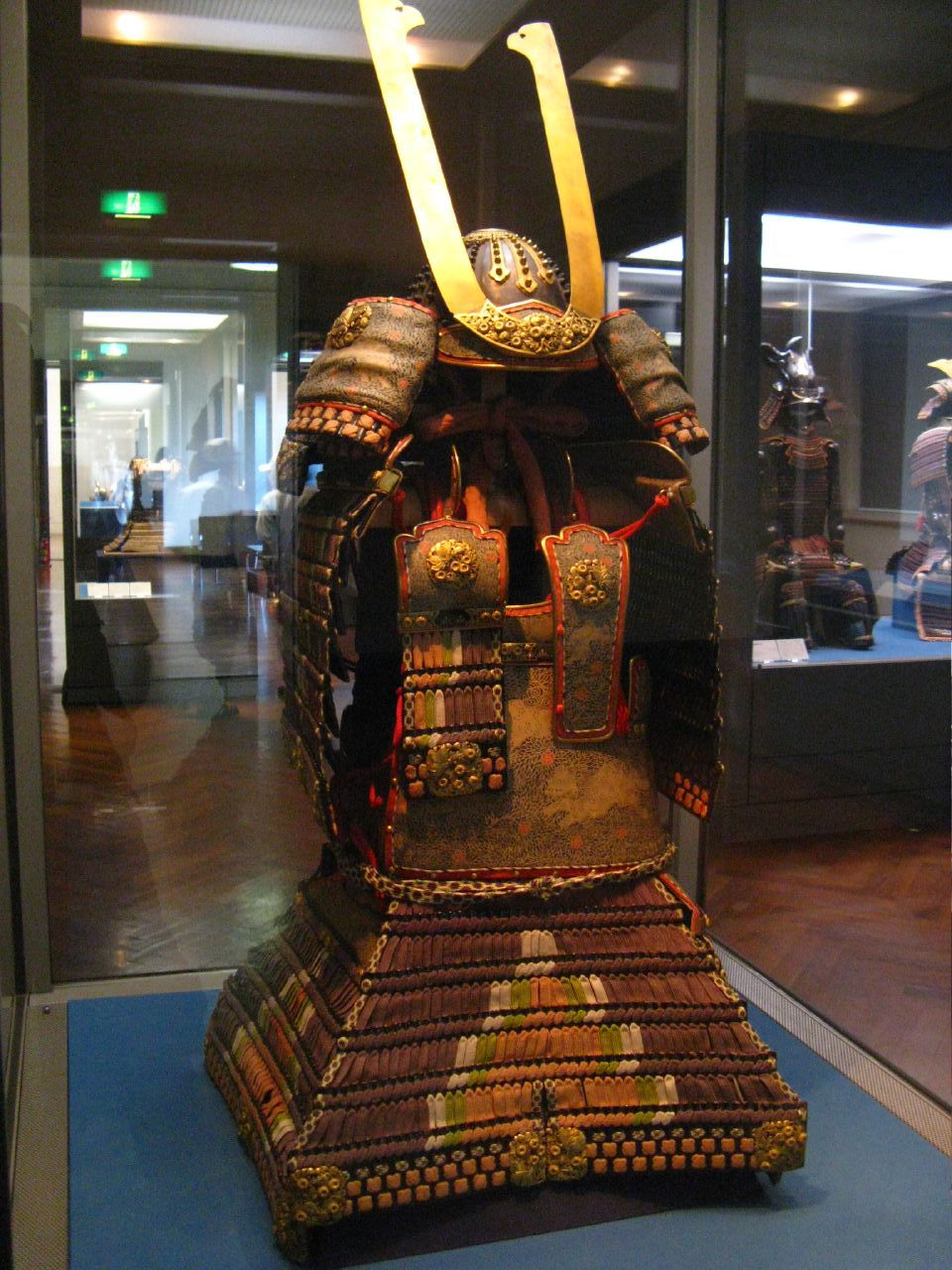
O-joroi, Edo-kor, 16. század.
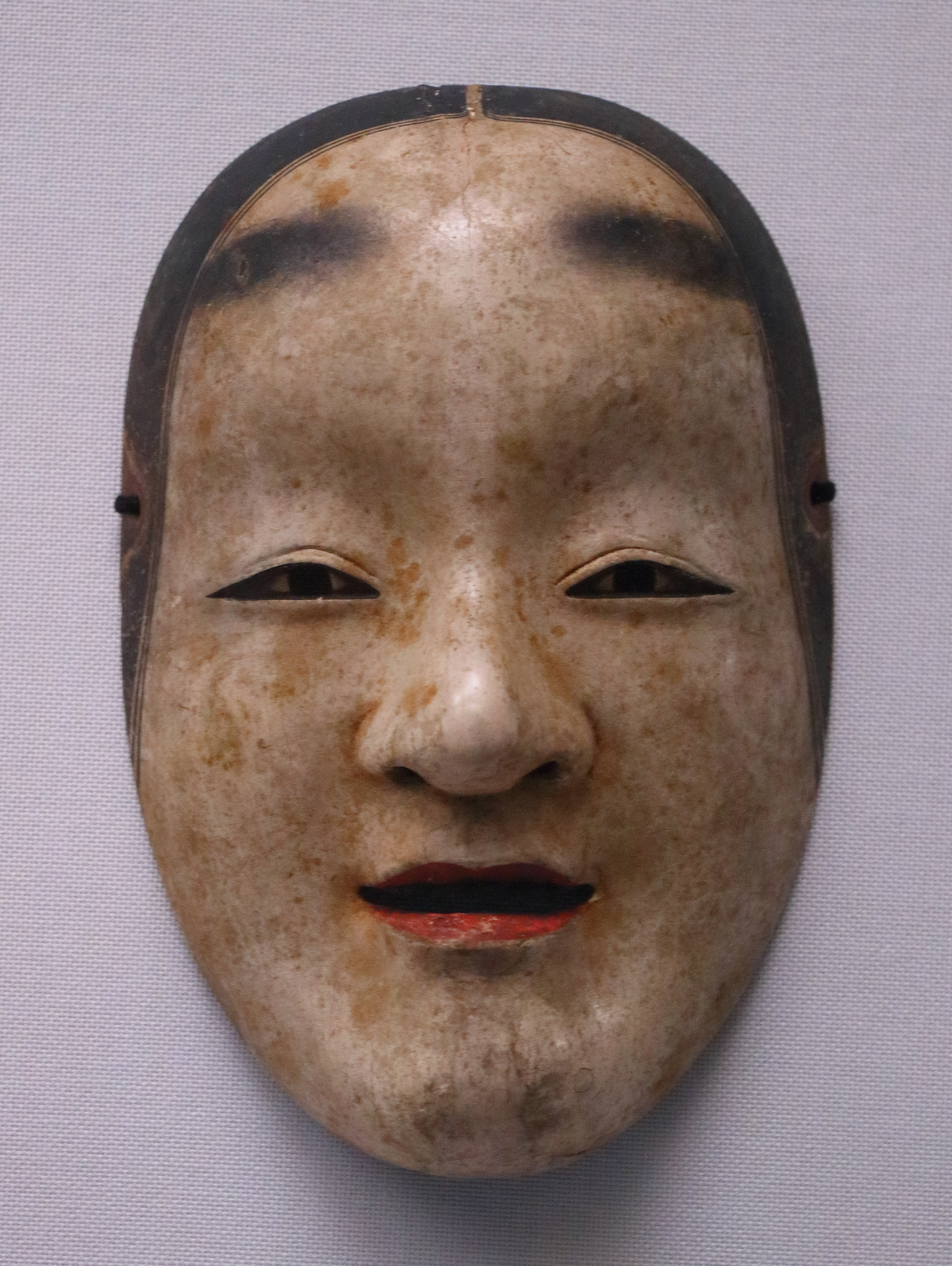
Nó maszk a Konparu iskolából, Edo-kor, 18. század.

### Tójókan (Ázsiai Galéria)
Ezt az épületet Josiró Tanigucsi tervezte és 1968-ban adták át. Ez egy háromemeletes épület, ami ötemeletesnek tűnik, és így is számozzák, mivel az emeletek és félemeletek felváltva bal és jobb oldalon helyezkednek el a főlépcső két oldalán. Az épület első szintjén található egy étterem és egy szuvenírbolt is.
Az Ázsiai Galéria tizenhárom kiállítási teremből áll, amelyek hat régióhoz tartoznak. Ázsia művészetét és régészetét mutatja be, beleértve Kínát, Koreát, Délkelet-Ázsiát, Indiát, a Közel-Keletet és Egyiptomot.
- 1. terem (1. szint): Kínai buddhista szobrok
- 2. terem (2. szint): Oasis2 oktatási terület: információs terem
- 3. terem (2. szint): Indiai és gandhárai szobrok; A nyugati régiók művészete; Nyugat-ázsiai és egyiptomi műtárgyak
- 4. terem (3. szint): A kínai kultúra megérkezése
- 5. terem (3. szint): Kínai bronz temetkezési tárgyak
- 6. terem (3. szint): Oasis2 oktatási terület: jóslás Ázsiában
- 7. terem (4. szint): Kínai kődomborművek
- 8. terem (4. szint): Kínai festészet, kalligráfia és literátusok
- 9. terem (5. szint): Kínai lakktárgyak; A Csing-dinasztia  dekoratív művészete
- 10. terem (5. szint): Koreai csiszolt kőeszközök és fémeszközök; A koreai királyok felemelkedése és bukása; Koreai kerámiák; Korea buddhista művészete; A Csoszon-dinasztia művészete
- 11. terem (-1. szint): Khmer szobrászat
- 12. terem (-1. szint): Aranyozott bronz szobrok Délkelet-Ázsiából; India és Délkelet-Ázsia régészete; Délkelet-ázsiai kerámiák
- 13. terem (-1. szint): Ázsiai textilek; Indiai miniatűr festmények; Ázsia etnikai kultúrái

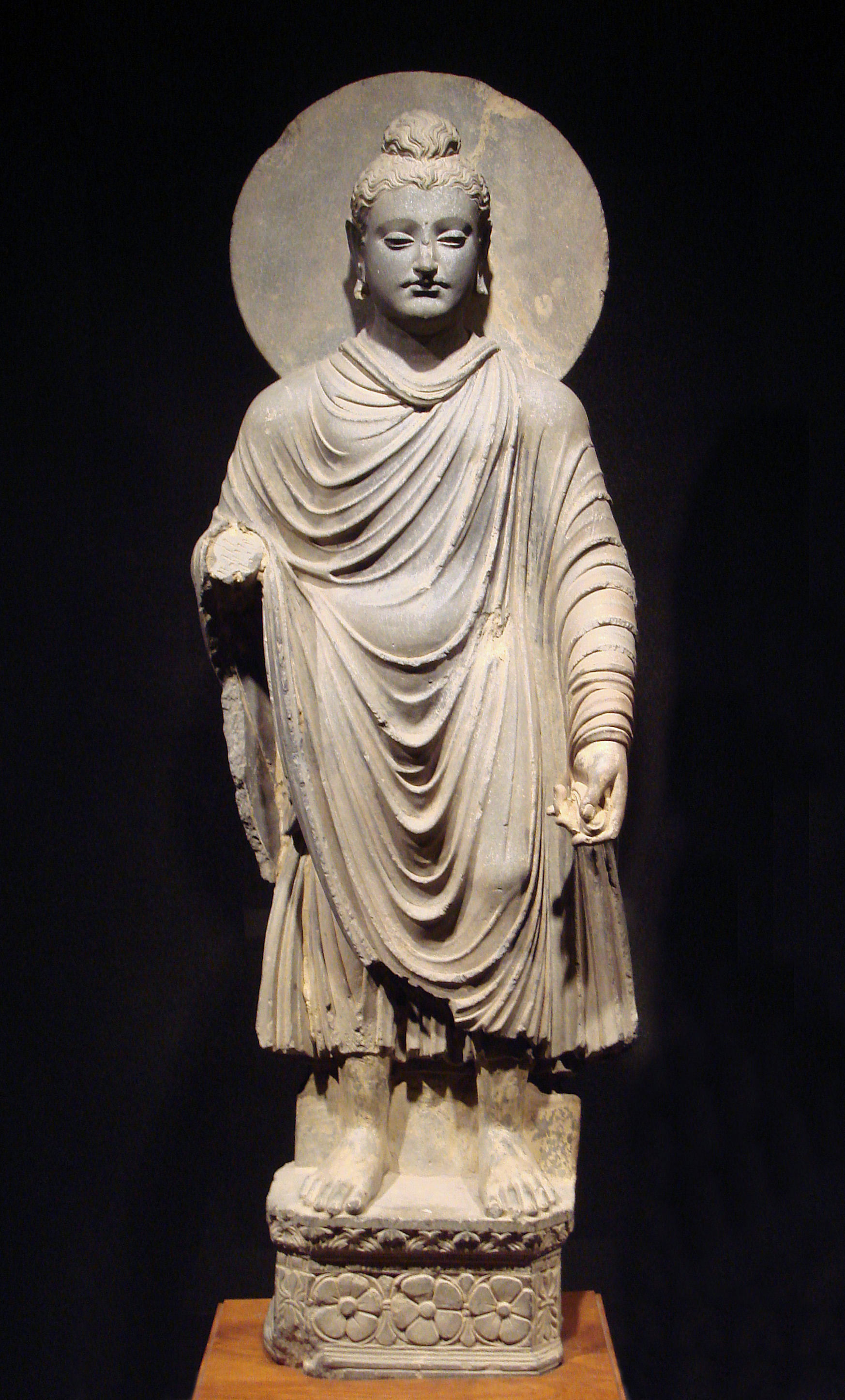
Buddha egyik első ábrázolása, Pakisztán, 1–2. század.
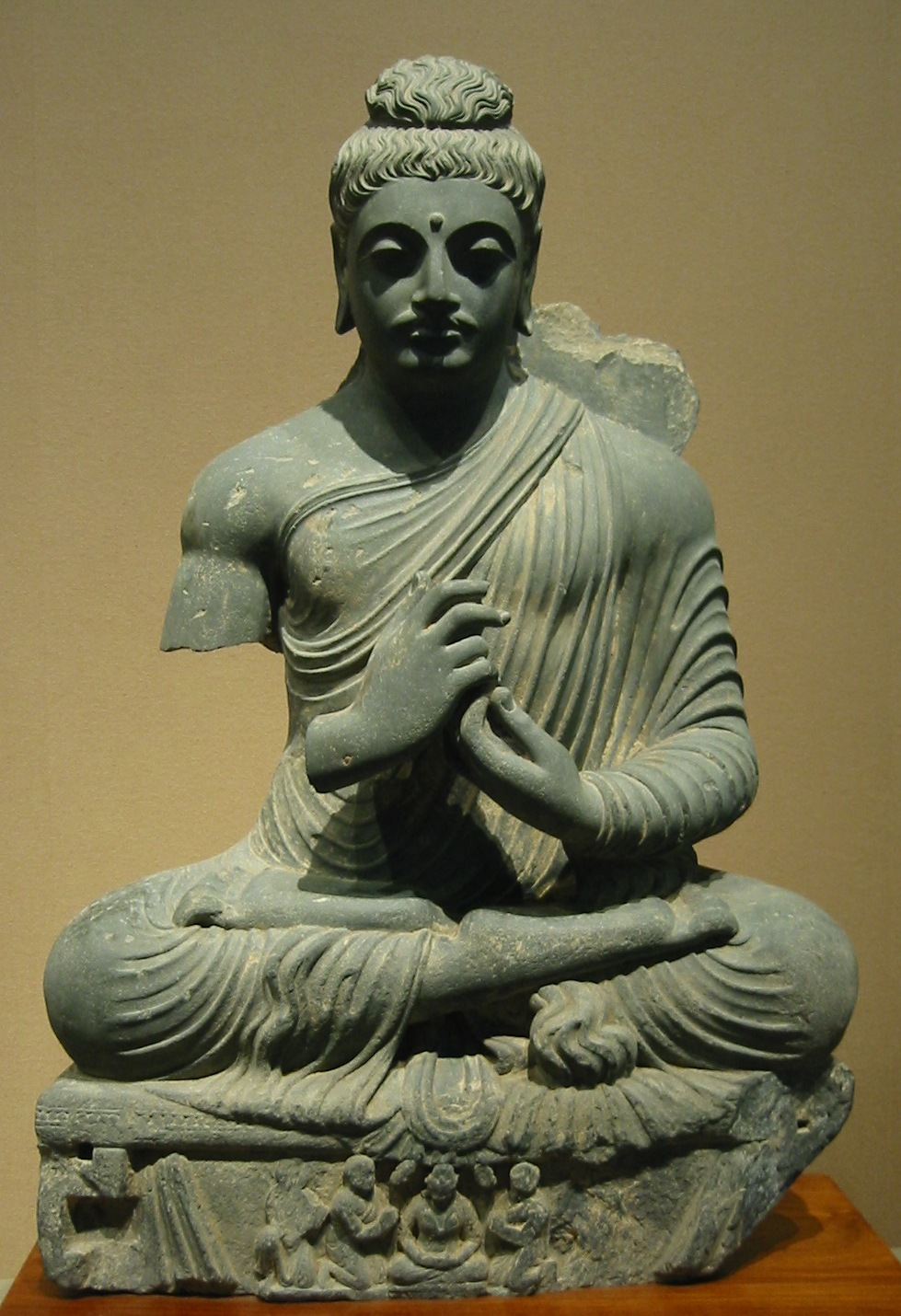
Ülő Buddha, Gandhára, 1–2. század.
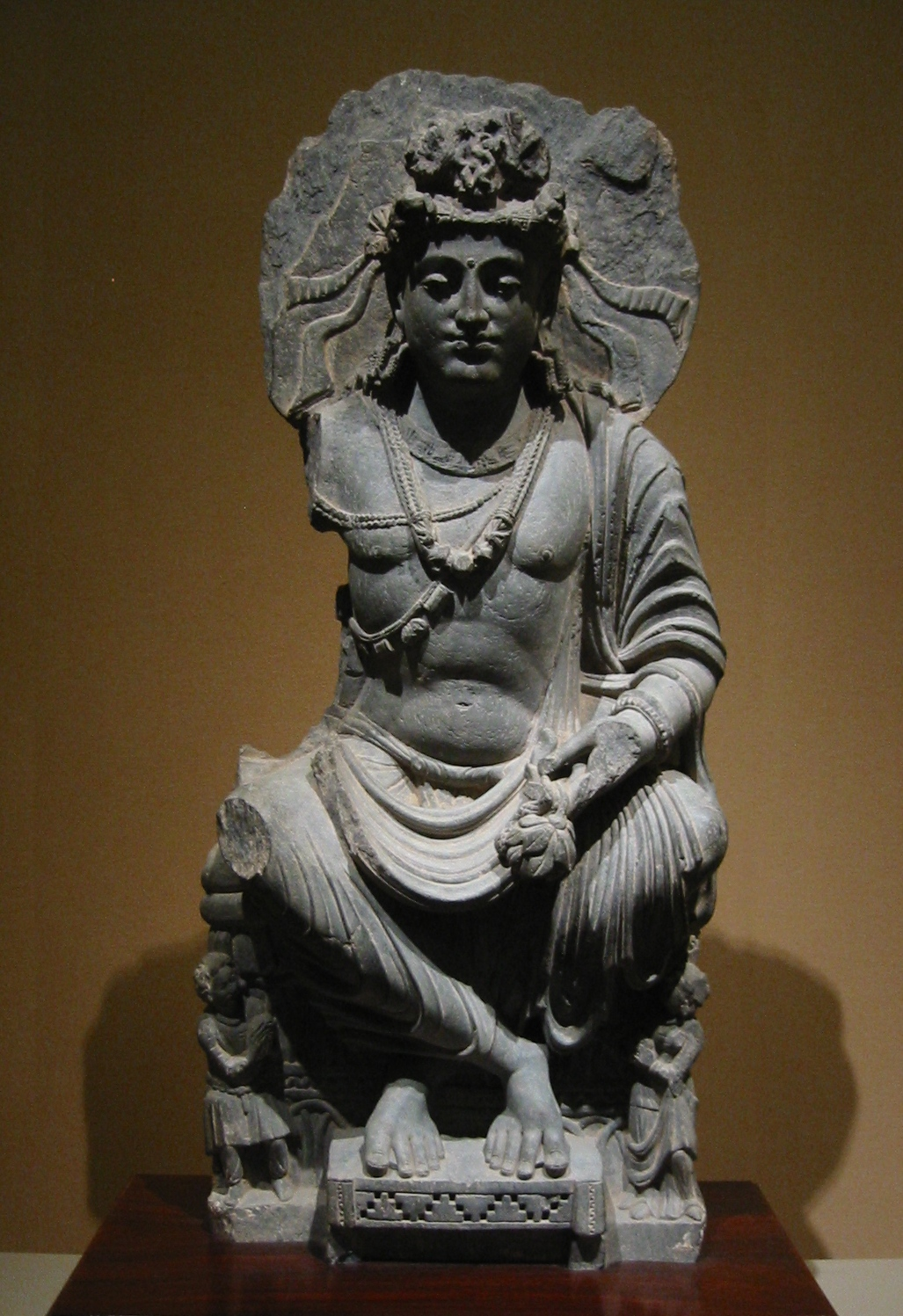
Maitréja, nyugati módra trónon ülve, kusán hívőkkel. Gandhára, 2. század.
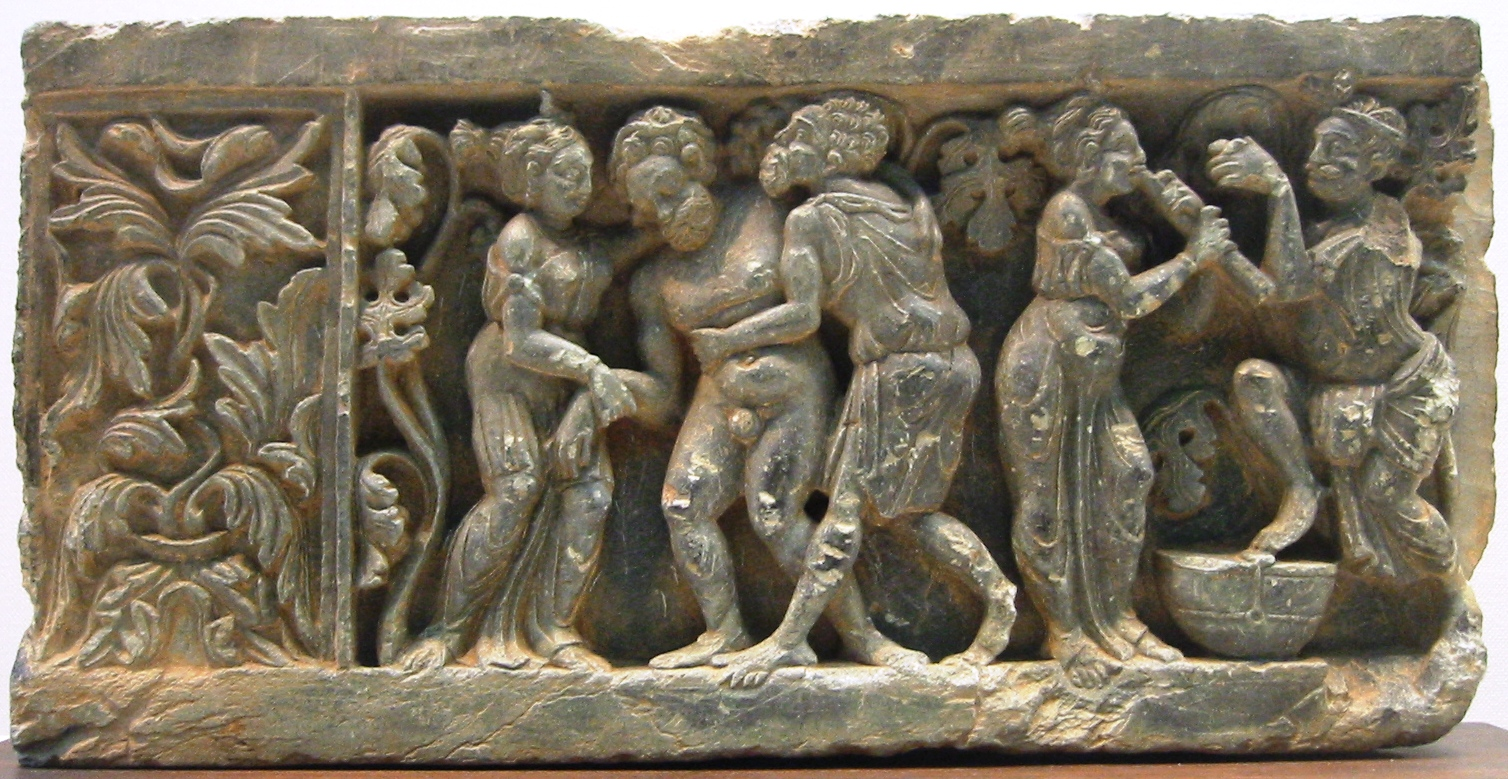
Bacchusi jelenet, szőlőszüretet ábrázolva. Gandhárai gréko-buddhista dombormű, 1–2. század.
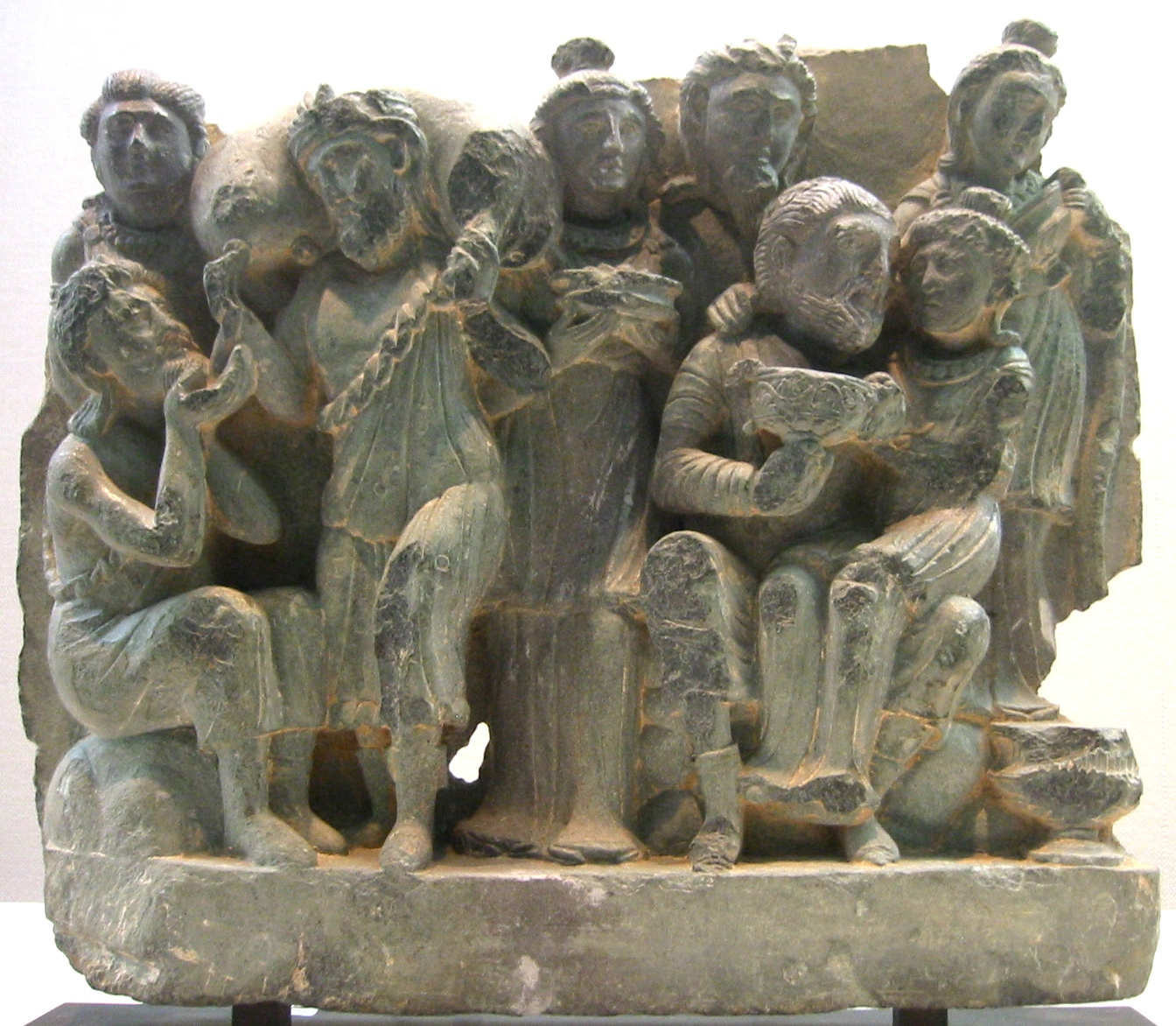
Ivójelenet, görög ivókupákkal és ruhákkal. Gandhárai gréko-buddhista dombormű, 3. század.
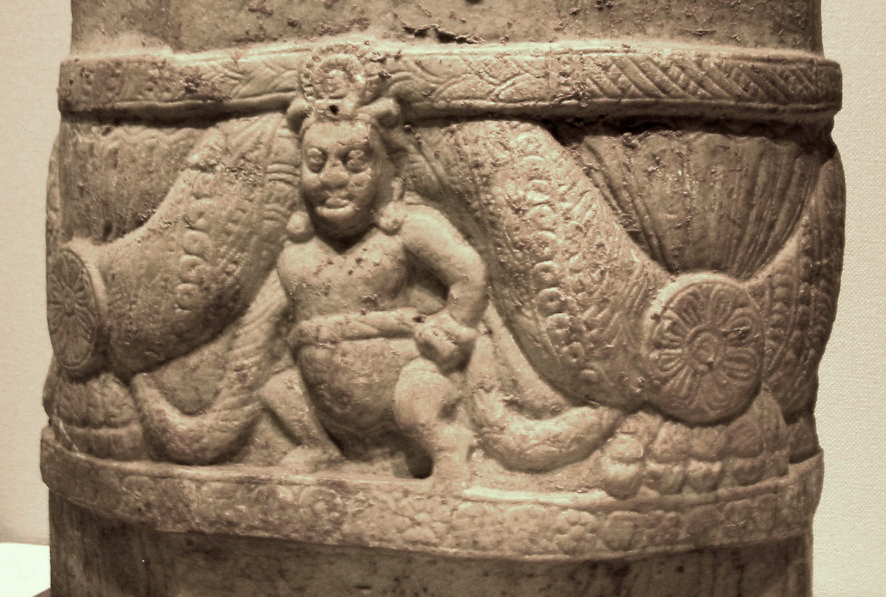
Görög tekercset támasztó jaksák. Amaravati, 3. század.
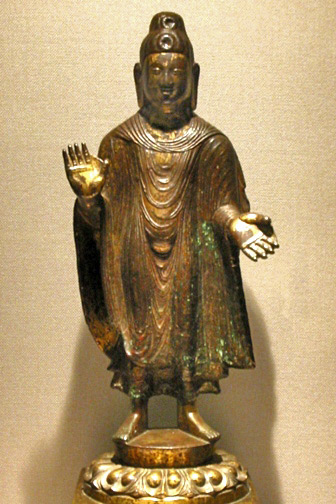
Északi Wei Buddha Maitréja, 443.
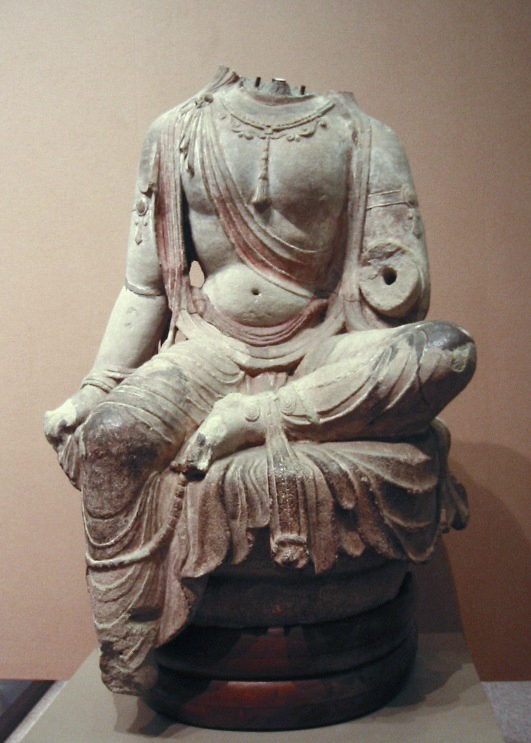
Tang-kori bódhiszattva.
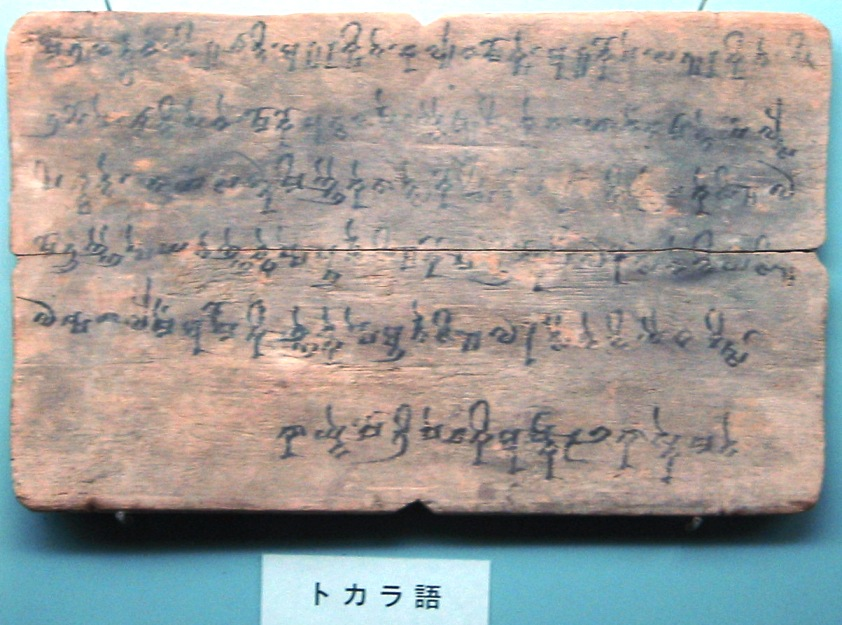
Fatábla tokhár felirattal. Kína, 5–8. század.

### Hjókeikan
A Hjókeikant az akkori Meiji koronaherceg (Taisó császár) házasságának emlékére emelték 1909-ben. Ez az épület fontos kulturális tulajdon, mivel a kései Meidzsi-kor nyugati építészeti stílusának kiváló példája. Csak rendezvények és időszakos kiállítások idején látogatható.

### Heiszeikan
A Heiszeikan főként az időszakos kiállítások helyszíne, de itt kapott helyet a japán régészeti galéria is. Ez a galéria az első szinten található, és régészeti tárgyakon keresztül mutatja be a japán történelmet az ősidőktől a premodern korig. A második szinten találhatók az időszakos kiállítások. A Heiszeikan 1999-ben nyílt, a koronaherceg házasságának emlékére. Az épületben található még egy előadóterem és egy társalgó.

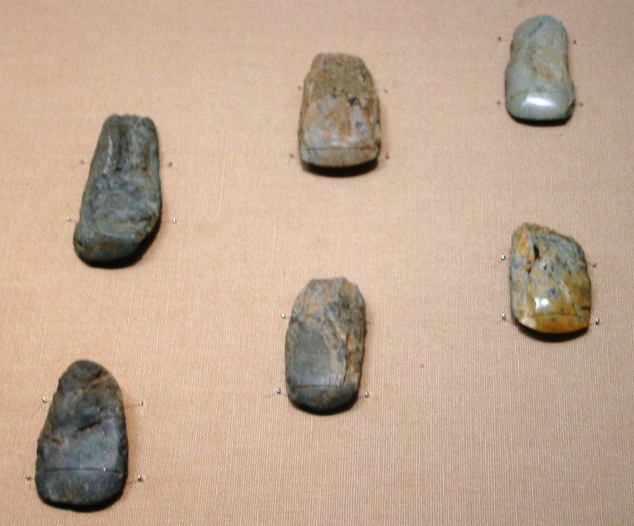
A legkorábbi csiszolt kőeszközök a világon. Japán paleoitikum, i. e. 30000.
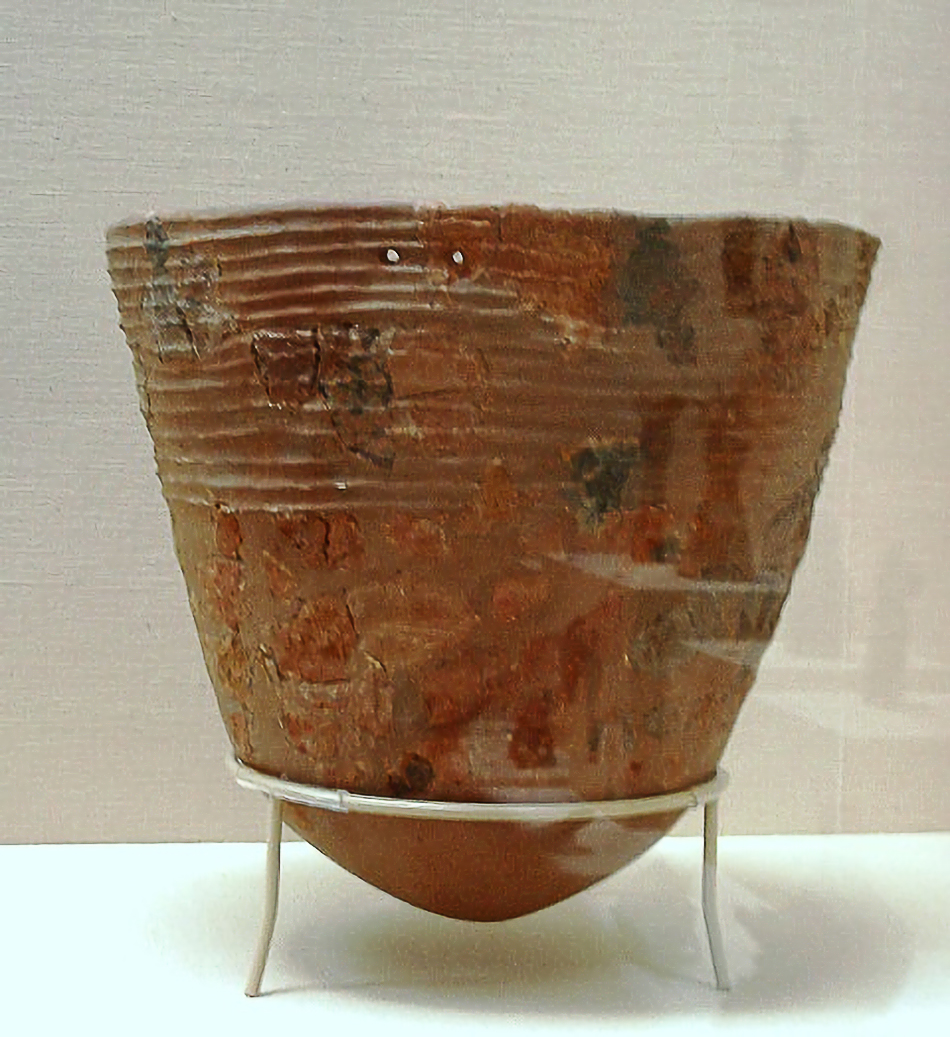
Korai Dzsómon-kori  fazék (i. e. 10 000-8000), a legkorábbi fazékfajta a világon.
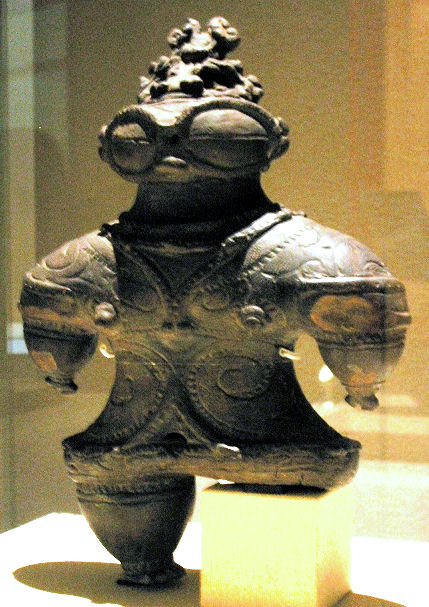
Kései Dzsómon-kori dogú. i. e. 1000-400.
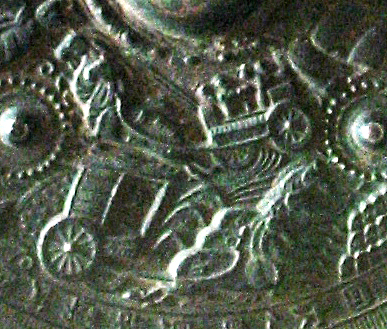
Kofun-kori lovasszekerek. Egy bronztükör részlete. Kumamoto, 5–6. század.
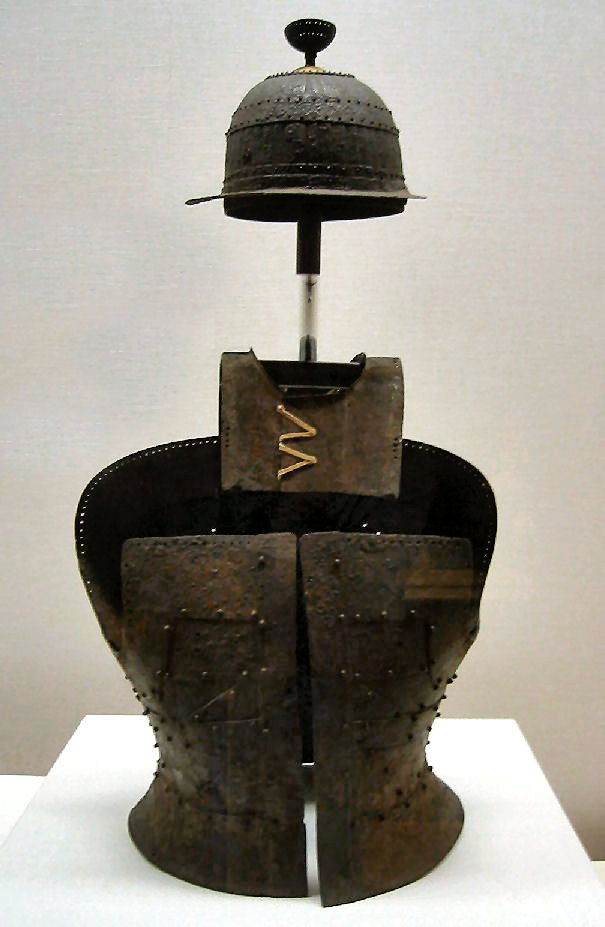
Vassisak és -páncél aranyozott bronz díszítéssel, Kofun-kor, 5. század.
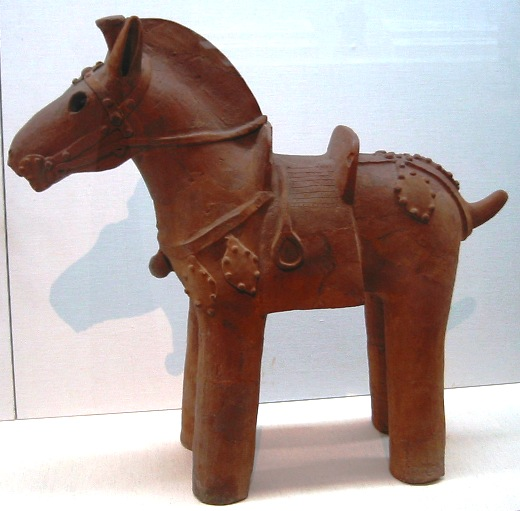
Haniva lószobrocska, 6. század.
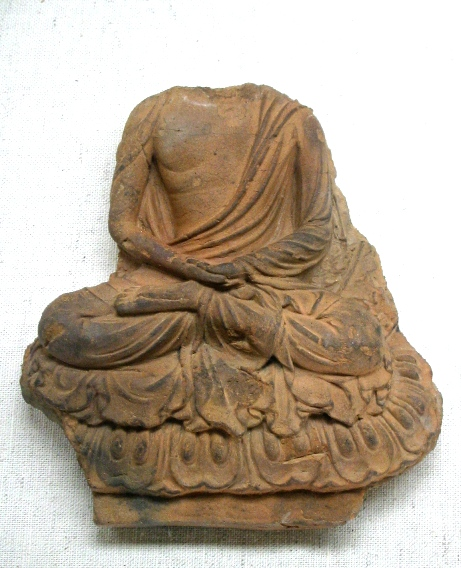
Buddha, Aszuka-kor, 7. század.
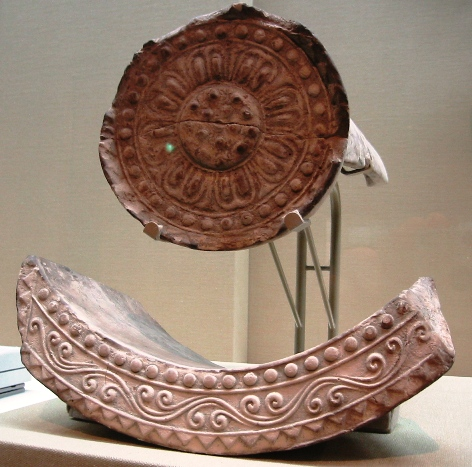
Templomi tetőcserepek, Nara, 7. század.
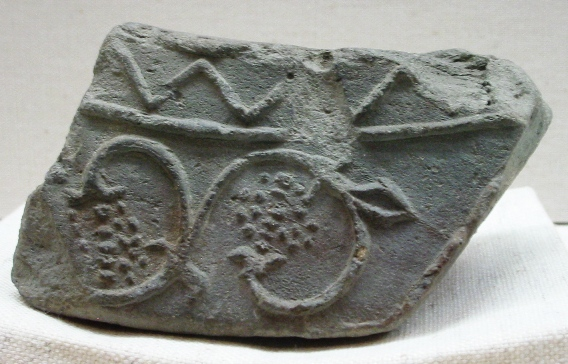
Szőlő és inda motívumok, Nara, 7. század.

### Hórjúdzsi Hómocukan (A Hórjúdzsi Kincseinek Galériája)
A Hórjúdzsi kincsei, amelyeket eredetileg a Hórjúdzsi adományozott a császári családnak 1878-ban, hat kiállítási teremben tekinthetők meg. Az épületet Josió Tanigucsi tervezte, és a legújabb konzerválási technológiákkal van felszerelve. 1999-ben teljes felújításon esett át. Többek között a ránk maradt gigaku maszkok nagy része is itt található meg.

### Kuroda Emlékcsarnok

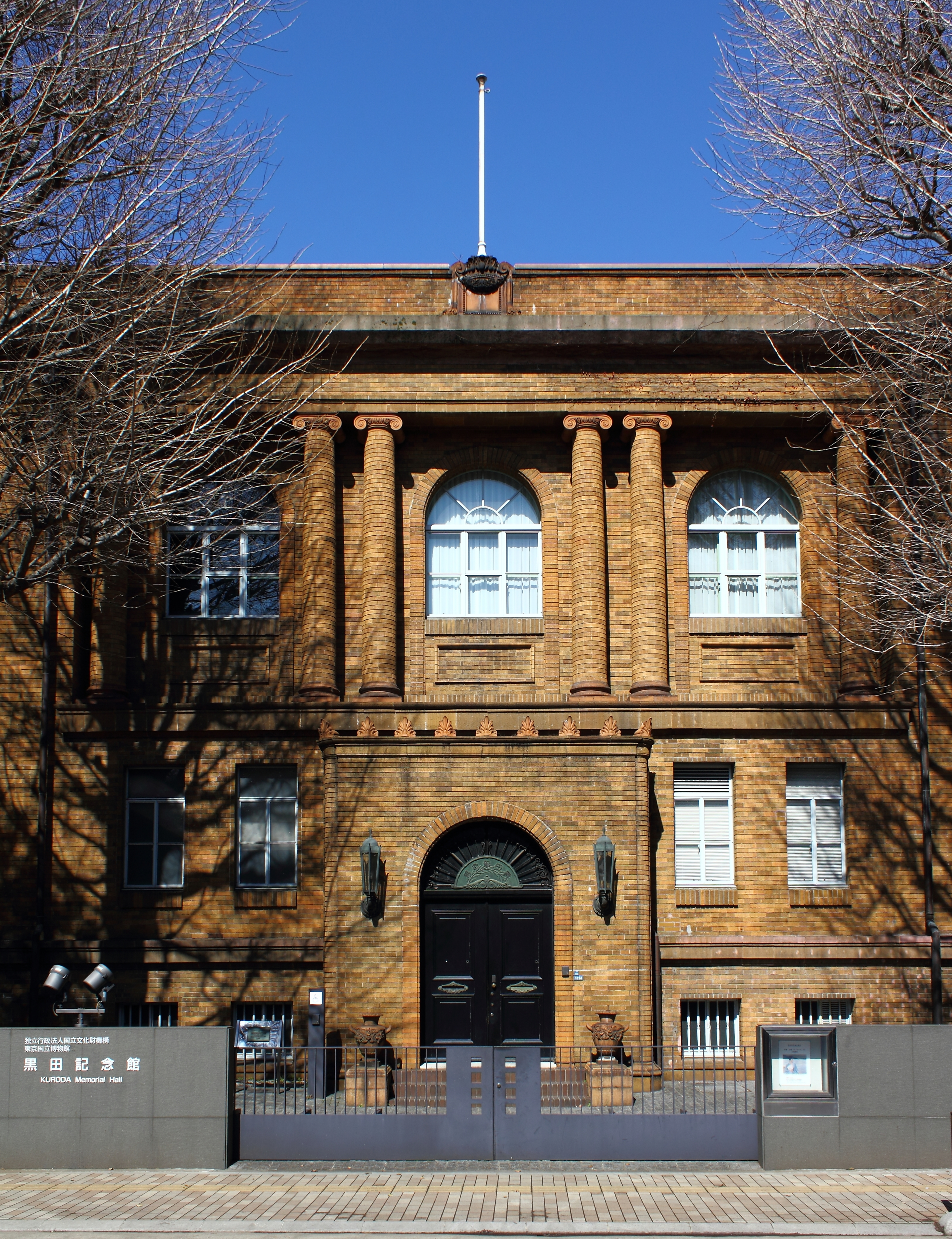
Kuroda Emlékcsarnok

A Kuroda Emlékcsarnokot 1928-ban építették Okada Sinicsiró tervei alapján, Kuroda Szeiki művei tekinthetők meg benne. 1930-tól kezdve az épület adott otthont a Művészetkutatási Központnak, mely később a Kulturális Tulajdonok Tokiói Kutatóintézetévé vált. Miután az intézet 2000-ben elköltözött, egy évvel később a Kuroda Emlékcsarnok új galériával nyitott újra. A Kulturális Emlékek Nemzeti Intézetének 2007-es újraszervezésével az emlékcsarnokot a Tokiói Nemzeti Múzeumba költöztették. A galéria egy újabb felújítást követően 2015 januárjában nyitott meg. A gyűjtemény 126 olajfestményt, 170 rajzot, vázlatfüzetet és levelet foglal magában, amelyek mind Kurodához köthetők.

### Kutatási és Információs Központ
A Kutatási és Információs Központot 1984-ben alapították főleg tudományos célokkal. Számos dokumentummal foglalkoznak itt, amelyek régészethez, szépművészethez, alkalmazott művészethez, Ázsia és Közel-Kelet történelméhez kapcsolódnak, különös tekintettel Japán örökségére. A látogatók könyveket, folyóiratokat, fényképeket tekinthetnek meg. Az anyagok nagy része japán nyelvű.

## Fordítás
Ez a szócikk részben vagy egészben  a   Tokyo National Museum című angol Wikipédia-szócikk fordításán alapul.  Az eredeti cikk szerkesztőit annak laptörténete sorolja fel. Ez a jelzés csupán a megfogalmazás eredetét és a szerzői jogokat jelzi, nem szolgál a cikkben szereplő információk forrásmegjelöléseként.